# La Joueuse de go

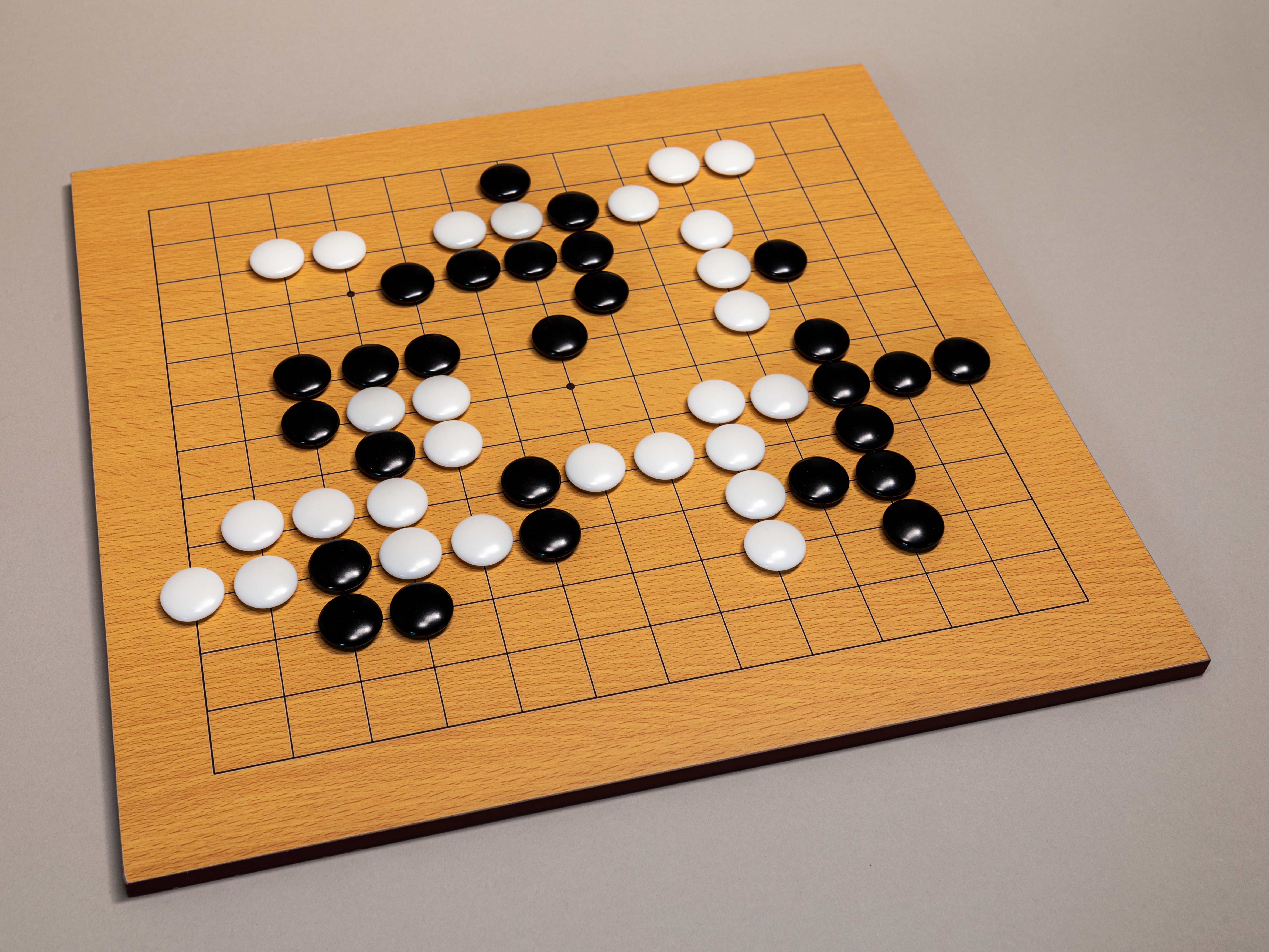
Jeu de go.

La Joueuse de go est le troisième roman de Shan Sa. Publié en 2001, il obtint le prix Goncourt des lycéens la même année. L'autrice est d'origine chinoise, née à Pékin en 1972. Elle quitte la Chine pour Paris en 1990, et l'écriture en chinois pour celle en français.

## Résumé
La Joueuse de go est l'histoire d'une jeune lycéenne mandchoue de 16 ans passionnée par le jeu de go. L'action se déroule principalement en Mandchourie Indépendante en 1932, durant la guerre sino-japonaise, peu avant l'invasion japonaise. Elle défie et terrasse tous ses adversaires jusqu'à ce qu'elle rencontre un officier japonais, venu en tant qu'espion. Va alors se créer une étrange relation entre eux, fusionnelle puis d'amour, ils vont apprendre à se connaître à travers le jeu de Go. D'un plan de construction binaire, le point de vue est alterné entre celui de la jeune fille et de l'officier japonais, la narration de l'officier éclairant le récit de la jeune princesse. Chant de Nuit va se découvrir, parallèlement le lecteur est plongé au cœur du conflit de par l'histoire de l'officier.

## Adaptation au théâtre
- 2004 : Die Go-Spielerin, Johannes Kaetzler et Gerhard Seidel, Freies Werkstatt Theater[2]
- 2009 : La joueuse de Go, Virginie Marouzé, Théâtre Gérard Philipe[3]

## Livre audio
- 2006 : La joueuse de go avec les voix de Valérie Karsenti et de Christian Gonon, Gallimard[4]